# クリミア・タタール人追放

クリミアのタタール人の国外追放記念日のシンボル

クリミア・タタール人追放（クリミア・タタールじんついほう、クリミア・タタール語: Sürgünlik / Сюргюнлик）とは、クリミア・タタール人とトルコ人が、第二次世界大戦中にソビエト連邦の最高指導者ヨシフ・スターリンによって独ソ戦での対独協力の嫌疑をかけられ、クリミア半島から追放された出来事をいう。
1944年5月17日、Sürgünは全てのクリミアの住民に対して開始された。32,000人以上の内務人民委員部兵士が参加し、確認されているだけで193,865人のクリミアの住民が強制追放された。追放先の内訳は、
- ウズベク・ソビエト社会主義共和国: 151,136人
- マリ自治ソビエト社会主義共和国（現在のマリ・エル共和国）: 8,597人
- カザフ・ソビエト社会主義共和国: 4,286人

残りはロシア・ソビエト連邦社会主義共和国の各州に追放された。
1944年5月から11月までに、ウズベク・ソビエト社会主義共和国に追放された者の7%にあたる10,105人が餓死し、内務人民委員部の資料ではその年のうちに半数が死亡した。多くのクリミア・タタール人がグラグでの強制労働を強いられ、今日ではジェノサイドとみなされている。